# Euempheremyia melotris
Euempheremyia melotris är en tvåvingeart som beskrevs av Henry J. Reinhard 1975. Euempheremyia melotris ingår i släktet Euempheremyia och familjen parasitflugor.
Artens utbredningsområde är Paraguay. Inga underarter finns listade i Catalogue of Life.